# 1122
Високе Середньовіччя •  Золота доба ісламу •  Реконкіста •  Хрестові походи •  Київська Русь

## Геополітична ситуація
Візантію очолює Іоанн II Комнін (до 1143). Генріх V є імператором Священної Римської імперії (до 1125), Людовик VI Товстий — королем Франції (до 1137).
Апеннінський півострів розділений: північ належить Священній Римській імперії, середню частину займає Папська область, південна частина півострова окупована норманами. Деякі міста півночі: Венеція, Піза, Генуя, мають статус міст-республік.
Південь Піренейського півострова захопили Альморавіди. Північну частину півострова займають християнські Кастилія, Леон (Астурія, Галісія), Наварра та Арагон, Барселона. Королем Англії є Генріх I Боклерк (до 1135), королем Данії Нільс I (до 1134).
У Київській Русі княжить Володимир Мономах (до 1125). У Польщі княжить Болеслав III Кривоустий (до 1138). На чолі королівства Угорщина стоїть Іштван II (до 1131).
На Близькому сході існують держави хрестоносців: Єрусалимське королівство, Антіохійське князівство, Едеське графство, графство Триполі. Сельджуки окупували Персію та Малу Азію, в Єгипті владу утримують Фатіміди, у Магрибі панують Альморавіди, у Середній Азії правлять Караханіди, Газневіди втримують частину Індії. У Китаї співіснують держава ханців, де править династія Сун, держава киданів Ляо, держава чжурчженів, де править династія Цзінь, та держава тангутів Західна Ся. На півдні Індії домінує Чола. В Японії триває період Хей'ан.

## Події
- Укладений 23 вересня Вормський конкордат завершив боротьбу за інвеституру (призначення на церковні посади) між Священною Римською імперією і папством — імператор Генріх V відновив право папи римського призначати єпископів, відновлювались канонічні вільні вибори, гарантувалось повернення церкві захоплених земель. У Німеччині за імператором зберігалось право бути присутнім на виборах і вирішувати спірні ситуації; а в Італії і Бургундії роль імператора зводилась лише до формального затвердження уже вибраного церковного ієрарха.
- Візантійський імператор Іоанн II Комнін розбив печенігів під Старою Загорою.
- Між Візантією та Венецією розпочалася війна на морі, що тривала до 1126 року і завершилася перемогою сильнішого флоту венеційців.
- У Франції абатство Сен-Дені очолив впливовий абат Сюжер.
- Альморавіди напали на Сицилію, намагаючись змусити норманів припинити морські рейди на свою територію. Спалахнуло повстання проти норманів мусульманського населення Мальти.